# Caladenia flava
Caladenia flava es una especie de orquídea del género Caladenia. Es nativo de Australia.

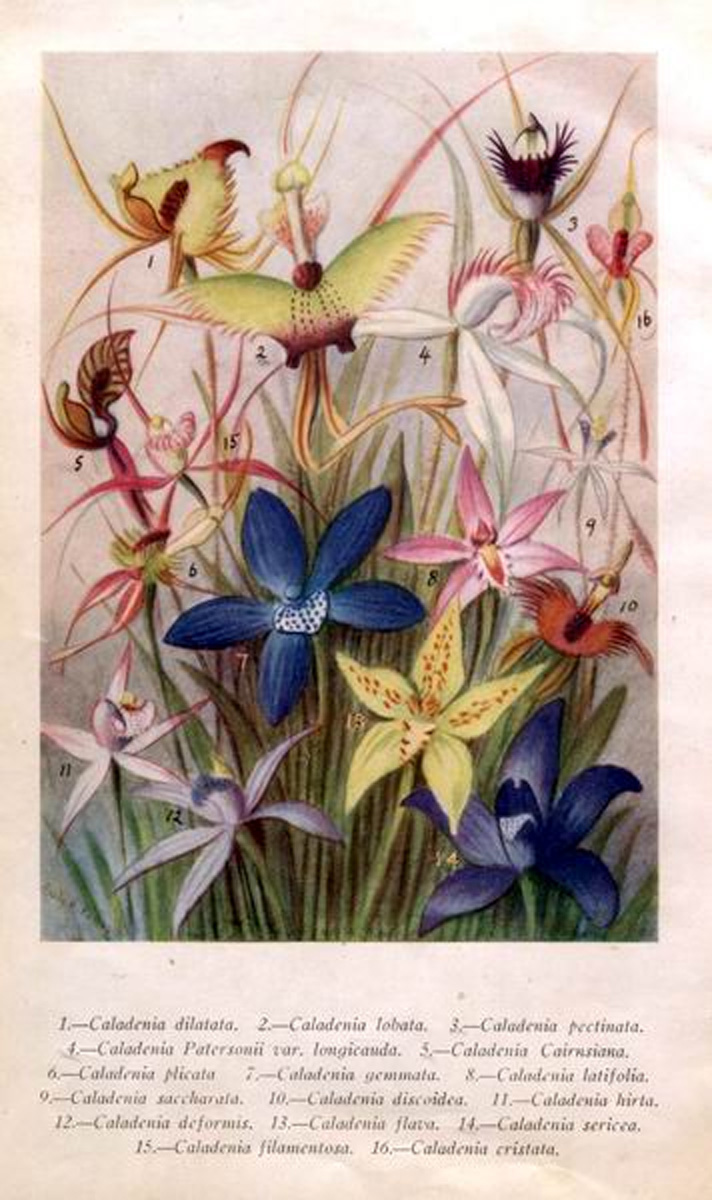
Ilustración

## Descripción
Caladenia flava es una planta herbácea perenne, que crece a partir de tallos subterráneos. Las inflorescencias presentan varias flores amarillas durante julio a diciembre. Sus hojas son largas para el tamaño de la especie, volviéndose estrechas después de la mitad. Las flores tienen un tallo largo y son generalmente de color amarillo, a veces rosado o blanco, y salpicado de color magenta.  Sépalos y pétalos son anchos aunque largos, acabados en punta. Los sépalos laterales pueden tener más de 2-3 mm de largo, el sépalo superior es más pequeño, con una línea de manchas rojizas a lo largo del centro.

## Taxonomía
Caladenia flava fue descrita por Robert Brown  y publicado en Prodromus Florae Novae Hollandiae 324. 1810.
Etimología
Caladenia: nombre genérico que  deriva de las palabras griegas calos (que significa hermosa) y adén (es decir, las glándulas), refiriéndose al colorido labelo y las brillantes glándulas en la base de la columna que adornan muchas de las especies.
flava: epíteto latino que significa "amarillo dorado".
Variedades
- Caladenia flava subsp. flava
- Caladenia flava subsp. maculata Hopper & A.P.Br.
- Caladenia flava subsp. sylvestris Hopper & A.P.Br.[1]

Sinonimia
- Caladeniastrum flavum (R.Br.) Szlach. (2003)[1]